# هانزفورد تي جونسون
هانزفورد تي جونسون (بالإنجليزية: Hansford T. Johnson)‏ هو ضابط أمريكي، ولد في 3 يناير 1936 في أيكن في الولايات المتحدة.